# 앙리 오레이에
앙리 오레이에(프랑스어: Henri Oreiller, 1925년 12월 5일~1962년 10월 7일)는 프랑스의 알파인 스키 선수이다. 1948년 동계 올림픽에서 금메달 2개, 동메달 1개를 획득하면서 해당 올림픽 대회에서 가장 뛰어난 활약을 보인 선수가 되었다.
1952년 동계 올림픽에 참가한 후 자동차 경주 선수로 전향했다. 1962년에 파리 그랑프리 참가 도중에 사고를 당하여 사망했다.